# Solanum maglia
Espèce
Solanum maglia est une espèce de plante herbacée et tubéreuse de la famille des Solanaceae originaire d'Amérique du Sud. C'est une espèce de pomme de terre sauvage, diploïde, qui se rencontre dans le centre du Chili (région de Santiago et Valparaiso), ainsi que dans la province de Mendoza (Argentine) à la Quebrada de Alvarado.
Un spécimen de Solanum maglia, datant de 13 000 ans avant Jésus-Christ (Pléistocène tardif), a été retrouvé sur le site archéologique de Monte Verde, près de Puerto Montt dans le sud du Chili. Ce vestige de pomme de terre, consommé mais non cultivé, est le plus ancien, toutes espèces confondues, et confirme cette région comme l'un des centres de l'évolution de la pomme de terre.